# Tunnel Pfaffenstein
Der Tunnel Pfaffenstein ist ein Autobahntunnel der Autobahn A93 bei Regensburg, er wird auch Pfaffensteiner Tunnel genannt. Der Tunnelanschlag war 1974, seit 1977 ist das Bauwerk in Betrieb. Die Baukosten betrugen 55 Millionen DM.

## Lage
Der Tunnel durchquert in zwei Röhren die Winzerer Höhen in Richtung Nord- und Süd auf einer Länge von 880 m zwischen den Anschlussstellen Regensburg-Nord und Regensburg-Pfaffenstein. Seinen Namen hat der Tunnel vom Regensburger Stadtteil Pfaffenstein.

## Beschreibung
Der Tunnel besteht aus zwei Röhren mit je zwei Fahrstreifen ohne Standspur. In Fahrtrichtung Süden schließt sich fast unmittelbar die Donaubrücke Pfaffenstein an den Tunnel an. Im Tunnel ist die Höchstgeschwindigkeit – wie im gesamten Bereich der Autobahn A93 im Stadtgebiet von Regensburg – auf 80 km/h beschränkt. Im Jahr 2004 passierten täglich 73.000 Kraftfahrzeuge den Tunnel. Der Spitzenwert Pro Stunde betrug 4.000 Fahrzeuge.

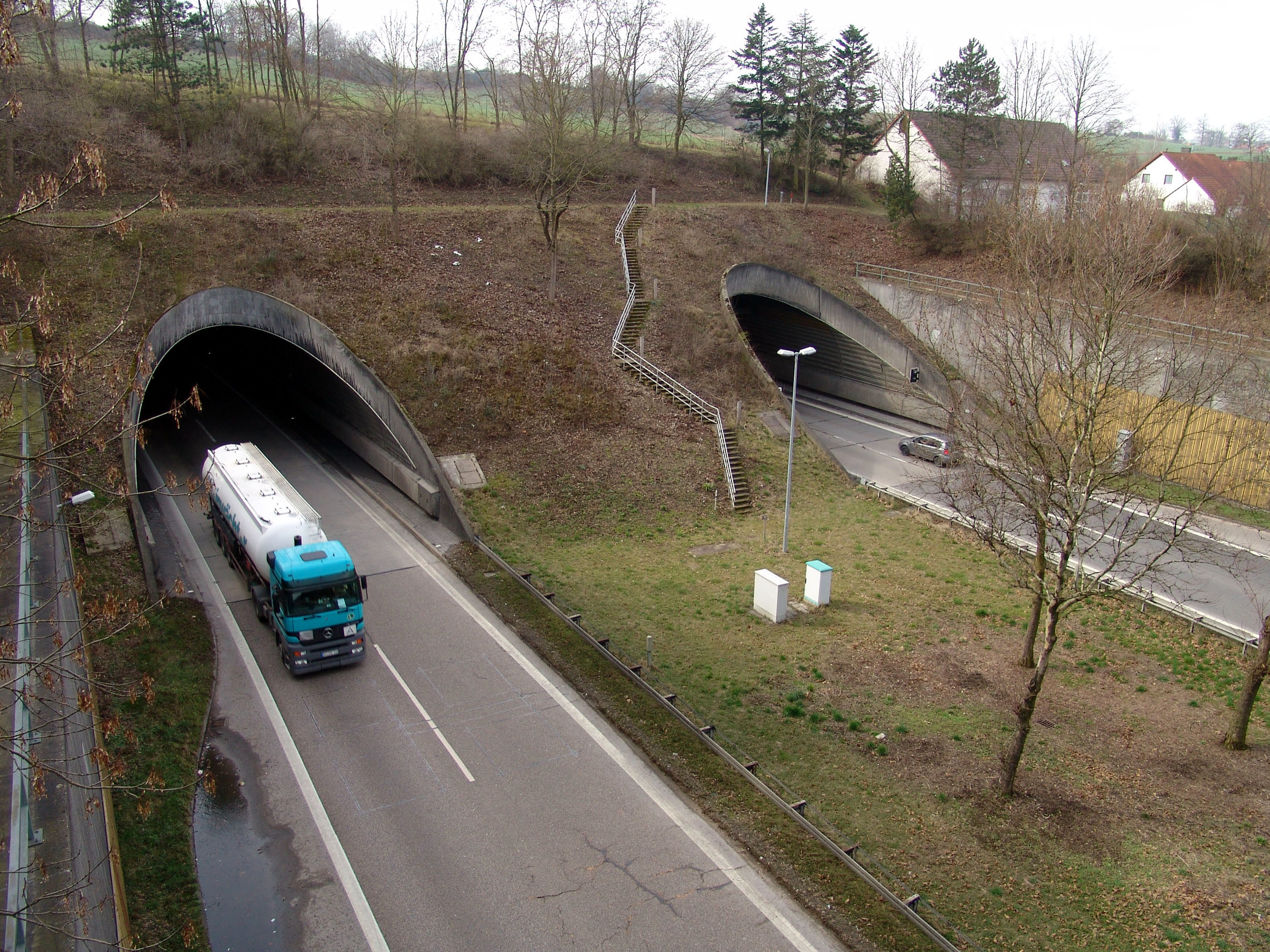
Nordportal
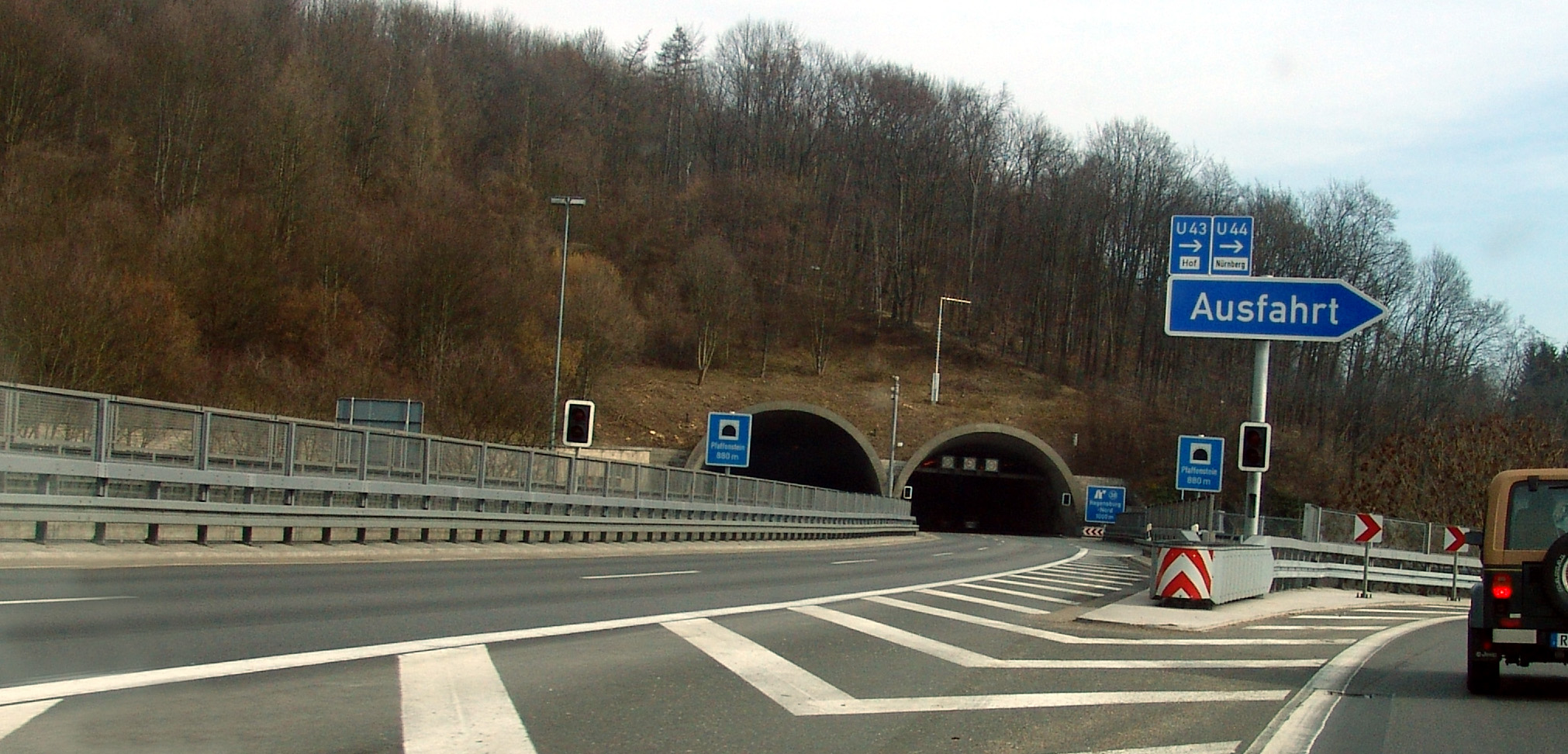
Südportal
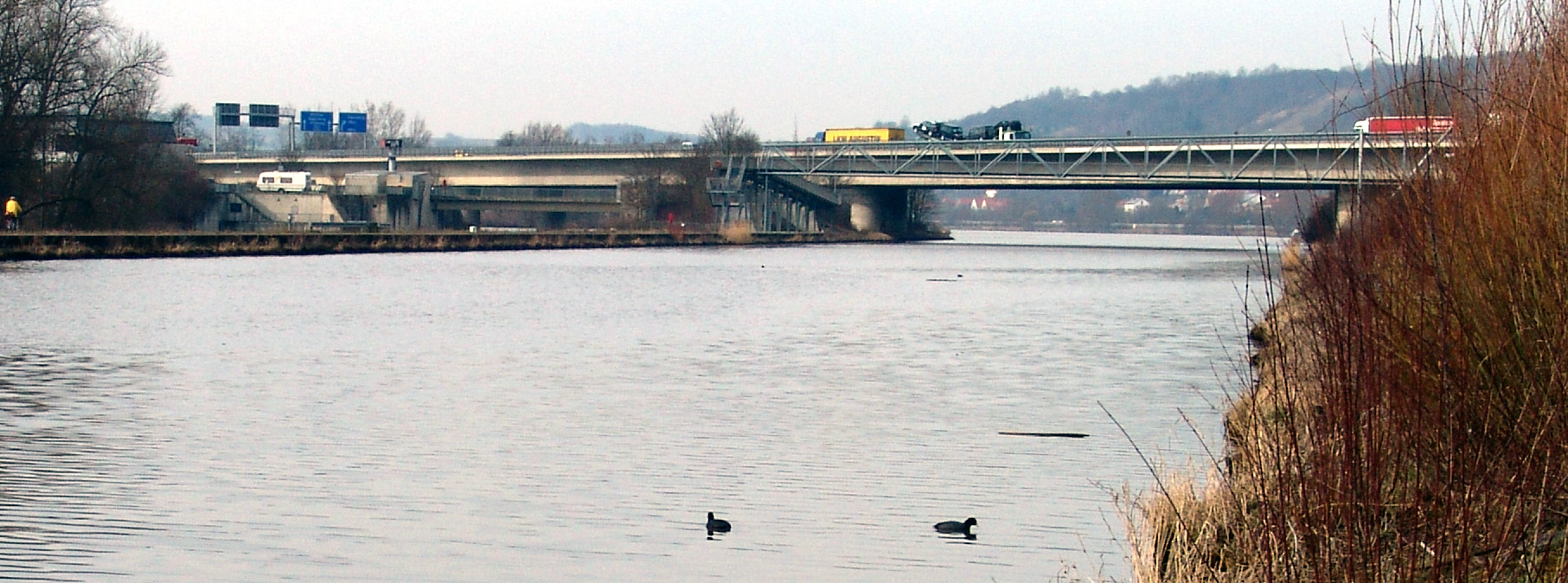
Autobahnbrücke Pfaffenstein

## „Rote Route“
Der „Tunnel Pfaffenstein“ bildet für die Fahrzeuge auf der Autobahn A 93 ein Nadelöhr. Verschiedene Stauereignisse (z. B. der sog. „Mega-Stau“ am 18. Oktober 2002) haben dies mehrmals deutlich gemacht. Deshalb ist seit April 2004 die „Rote Route“ ausgewiesen, die eine großräumige Umfahrung für den Raum Regensburg darstellt. Die „Rote Route“ ist durch einen roten Punkt (in Fahrtrichtung Norden) bzw. einen roten Kreis (in Fahrtrichtung Süden) auf den verschiedenen Vorwegweisern an der Autobahn und auf weiterführenden Straßen gekennzeichnet. Sie hat in beiden Fahrtrichtungen folgenden Verlauf:
AK Regensburg – AS Beratzhausen – St 2041 – St 2165 – St 2235 – Umgehung Burglengenfeld – St 2397 – AS Ponholz.
„Aktiviert“ wird die „Rote Route“ von der Polizei bei Staus, die sich über mehr als 1 ½ Stunden hinziehen, über Verkehrsdurchsagen. Vergleiche auch „Blaue Route“ auf der Bundesstraße 20.

## Bau und Tunnel-Sanierung
Die Ausführung des Tunnelbaus erfolgte in Spritzbetonbauweise. Aufgrund unregelmäßig verlaufender Schichten mit unterschiedlichen Festigkeiten traten beim Bau Schwierigkeiten auf. Es gab zwei große Verbrüche. Die Tunnelröhren weisen eine Querschnittsfläche von jeweils 86 m² auf. Diese Fläche vergrößert sich am Südportal auf 139 m² bis 149 m².
Am Jahresbeginn 2024 wurde mitgeteilt, dass die Machbarkeitsstudie und ersten Planungsauftrage für die als Megaprojekt bezeichnete Sanierung des Tunnels 2022 vergeben wurden (Mittelbayrische Zeitung 10. Januar 2024 S. 21). Im Sommer veröffentlichte die zuständige Autobahn GmbH eine Webseite zur Sanierung. Dort heißt es, erst nach einer europaweiten Ausschreibung der Planungsleistungen und nach dem Genehmigungsverfahren werde mit einem Baubeginn zu rechnen sein. Hinzu kommt noch der ebenfalls erforderliche Neubau der Donaubrücke Pfaffenstein.